# 大范围移动延时
大范围移动延时（英語：Hyperlapse）亦稱高動態縮時攝影，是缩时摄影中的一种新興曝光技术，藉由改变相机每次曝光的位置以在缩时摄影的同时对对象以持續移動的方式拍攝。与通过相机滑轨移动相机的简单“移动延时”（推軌鏡頭）不同，大范围移动延时需要相机进行长距离的移动。

## 技术
大范围移动延时技术由呈现时间加速效果的缩时摄影技术加上额外的空间操作（长距离移动相机）构成。相机在进行长距离移动的同时通常会将镜头对准一个预先指定的点。拍摄者可能会在步行时带着相机拍摄，以便在没有长轨道或移动式摄像机架的情况下完成长距离移动。后期制作中会将拍摄下来的单张图片组合起来制作成一段视频。

## 历史
英语中“Hyperlapse”这一术语最先由美国电影制片人Dan Eckert创造，并在视频艺术家Shahab Gabriel Behzumi于2012年发布视频“Berlin Hyper-Lapse”后变得流行起来。
这些艺术家受到了美国导演高佛雷·雷吉奥的启发，雷吉奥导演了一些实验性纪录片，包括著名的《生活三部曲》系列。他用缩时摄影场景引发观众相应的情感，并通过改变时间与空间维度将观众带到一种更加全知全能的位置。
另一项技术则可直接追溯到盖·罗兰（Guy Roland）。他在1986年发明了这项技术，并用一台超8毫米胶片摄像机和压缩图像进行实验。他将拍摄对象排成一行，一次拍摄一帧，并在每次拍摄后调整合适的拍摄点。他对这一技术的第一次成熟使用出现于1991年的《Pace》，这部超8毫米影片于加拿大蒙特利尔拍摄。4年后，他又用这项技术拍摄了影片《Pacer》，阐释了《Pace》中包含的视觉主题。 这部影片仍然取景于蒙特利尔，但这次使用了16毫米胶片配合宝莱克斯手摇摄像机进行拍摄。他在这部影片中进一步发展了这项技术，开始加入运动和旋转种类，这些现在都是大范围移动延时视频中常见部分。1995年，视频杂志《Channel Zero》的“Planet Street”版收录了《Pacer》的低分辨率视频，这使这种技术为更多人所知。这也影响了一些视觉艺术家，例如“蒲公英组合”（Dandelion Collection）中的TopherZ，他在“Nirvana Drive”等视频中阐释了其中一些视觉主题。TopherZ称Roland是他对这一技术的灵感来源。
2004年罗兰发布的影片《Spacer》标志着这一技术的一大发展。这部影片于2001年和2002年在加拿大温哥华拍摄，当时数码摄影技术尚未成熟。该影片主要使用傻瓜相机、尼康990和奥林巴斯E-10拍摄完成，其中奥林巴斯E-10是最早的数码单反相机之一。尽管摆脱了传统胶片电影拍摄时胶片不可重用的限制，罗兰在制作影片时仍然被相机缓慢的处理速度和当时有限的存储空间所困扰，这些对于今天的大范围移动延时摄影者已经不是问题了。《Spacer》在全世界超过70个电影节亮相并取得了众多奖项，包括多伦多2005年世界短片电影节的最佳实验片奖。影片后改名为《Kino Citius》并出售给加拿大国家电影局，该局原计划与盖·罗兰制作第一部全数字大幅面电影《Citius》，但加拿大后来的政治格局变动迫使这个计划终止。

## 发展
图像质量的发展催生了更高效的曝光方式和后期制作过程中针对视频图像序列更强大的软件自动成像稳定。此外，数字单反相机越来越高的传感器分辨率给后期制作带来了更多可能，因为高传感器分辨率下人为的后期修改带来的质量损失可能小到无法察觉。这也将增加视频的动态范围。
加拿大设计机构“teehan+lax”曾使用Google街景的图像制作大范围移动延时视频。由于街景图像拍摄了周围360°的场景，制作者可以模拟出很多相机运动方式。该机构制作的演示视频在2013年发布之后便引来很多人观看。
微软研究院的一个小组在SIGGRAPH 2014会议上展示了他们使用GoPro相机制作大范围移动延时视频的技术，该技术有对应的Windows、Windows Phone和Android应用。他们展示的方法可以将第一人称视角视频（例如攀岩或骑车时头盔相机拍摄的视频）转换成类似拍摄自平滑移动的相机的大范围移动延时视频。在高倍加速的情况下，采用现有的视频稳定技术以及简单地对帧进行子采样不能取得良好效果，因为视频中不稳定的相机抖动会在加速时被放大。会上展示的算法将首先重新构建相机路径的3D模型和基于帧、密集的替代几何体。新生成的相机路径会在接近实际相机路径的同时确保方向上可以以原视频为基础进行良好的渲染。算法将为输出视频的每一帧选择合适的原始帧，并将它们渲染、拼接、合成，最终生成一段平滑的延时视频。
Facebook旗下的照片分享社交网站Instagram在2014年8月26日发布了一款名叫Hyperlapse的应用。这款应用使用了Instagram的图像稳定技术，帮助用户通过移动设备摄像头拍摄延时视频。